# كهف القبط

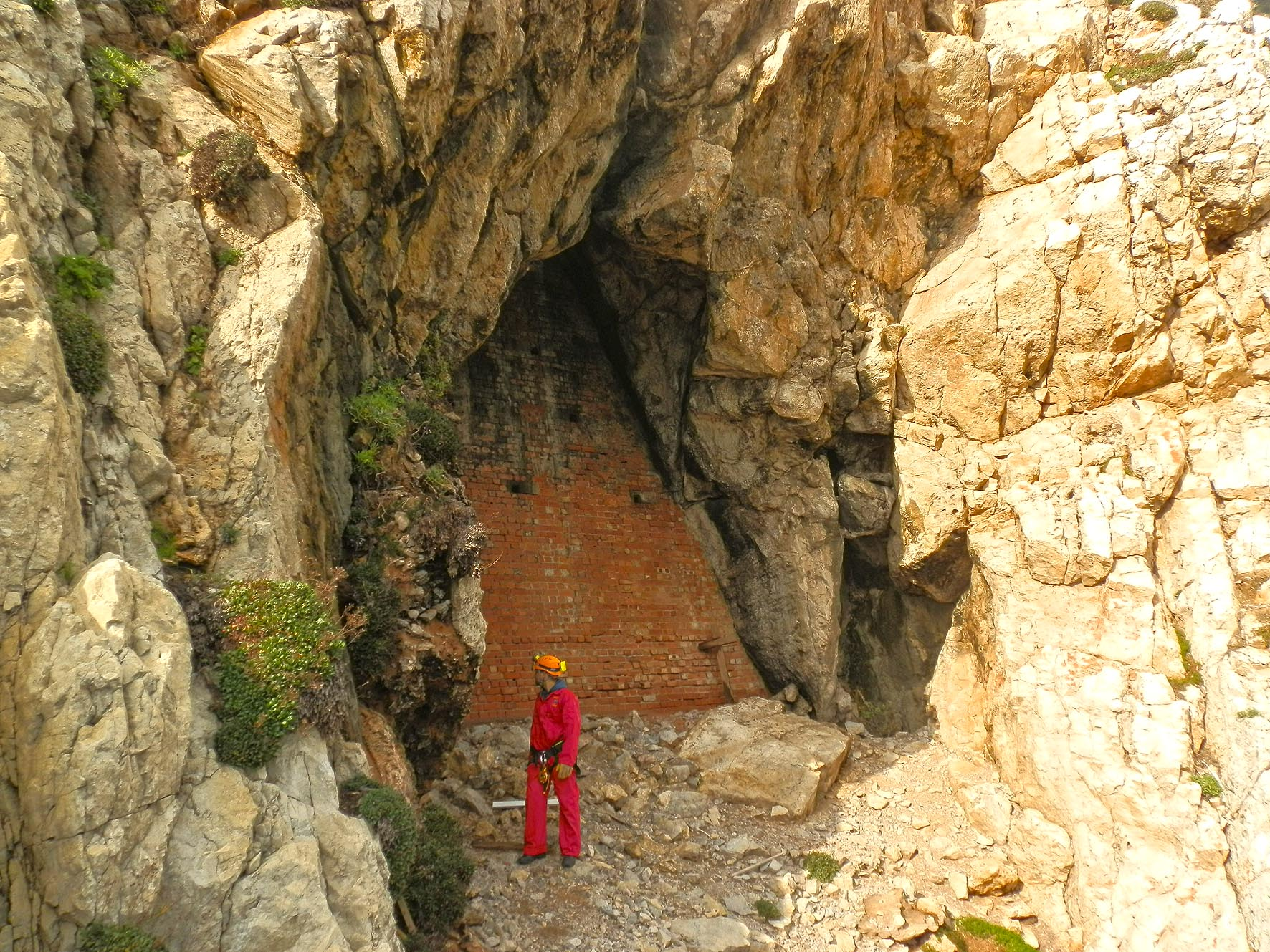
الكهف القبطي في جبل طارق - المدخل الرئيسي

كهف القبط (بالإنجليزية: Coptic Cave) هو كهف يقع ضمن أقاليم ما وراء البحار البريطانية في منطقة جبل طارق التابعة للتاج البريطاني.